# Амачкіно
Ама́чкіно (рос. Амачкино, чув. Амачкин) — присілок у складі Маріїнсько-Посадського району Чувашії, Росія. Входить до складу Приволзького сільського поселення.
Населення — 23 особи (2010; 23 у 2002).
Національний склад:
- росіяни — 96 %